# کاراموکو کیتا
کاراموکو کیتا (انگلیسی: Karamoko Kéïta؛ زادهٔ ۲۱ سپتامبر ۱۹۷۴) بازیکن فوتبال اهل مالی بود.
از باشگاه‌هایی که در آن بازی کرده است می‌توان به باشگاه فوتبال ومبلی، باشگاه فوتبال نورتوود، باشگاه فوتبال ویلدستون، و باشگاه فوتبال هارو بورو اشاره کرد.
وی همچنین در تیم ملی فوتبال مالی بازی کرده است.